# Valbergtårnet
Koordinaten: 58° 58′ 19″ N, 5° 43′ 52,7″ O

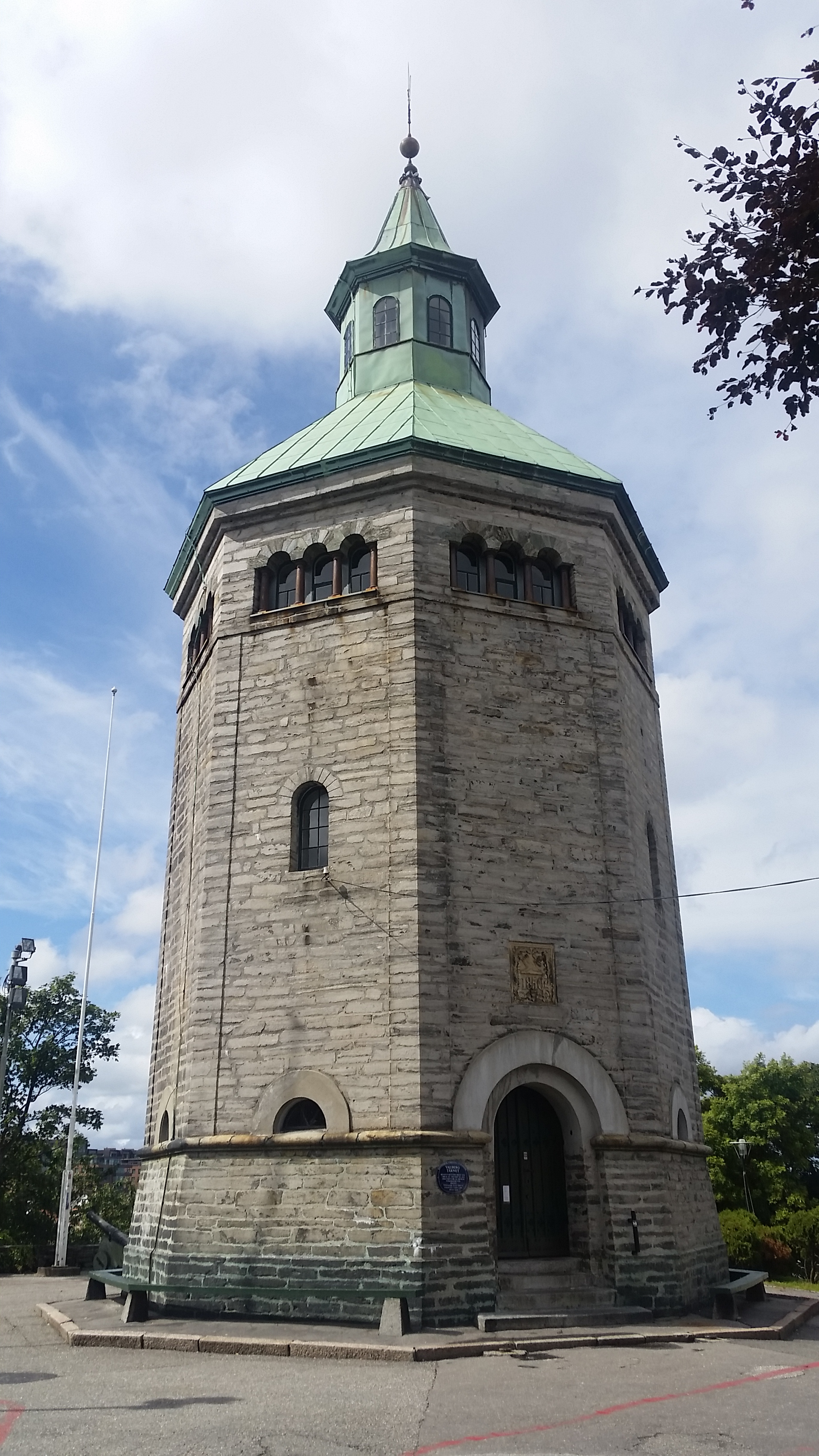

Der Valbergtårnet ist ein ehemaliger Feuerwachturm im norwegischen Stavanger. 

## Der Turm
Der von 1850 bis 1853 nach Entwurf von Christian Heinrich Grosch errichtete Turm befindet sich auf dem Valberget, einem Berg im Stadtteil Storhaug, direkt am Hafen von Stavanger. Dort stand seit 1659 bereits der alte Wachturm, der wegen Baufälligkeit abgerissen werden musste. Der Turm hat eine Höhe von 26,66 m. Die Baukosten beliefen sich auf 9000 Speciedaler. Der Turm bietet einen Ausblick über die gesamte damalige Stadt, sodass Feuer frühzeitig erkannt und die Bewohner mit Glockenläuten und Kanonenschüssen benachrichtigt werden konnten. Durch andere Brandwarnsysteme wurde der Turm in seiner Funktion überflüssig und im Jahr 1922 als Feuerwachturm aufgegeben. Heute beherbergt er das Stadtwächtermuseum und kann als Aussichtsturm genutzt werden.
Das neuromanische Gebäude ist achteckig, aus Gneis gebaut, und hat rundbogenförmige Fenster, die in Kupferrahmen eingefasst sind; das Dach ist ebenfalls aus Kupfer.

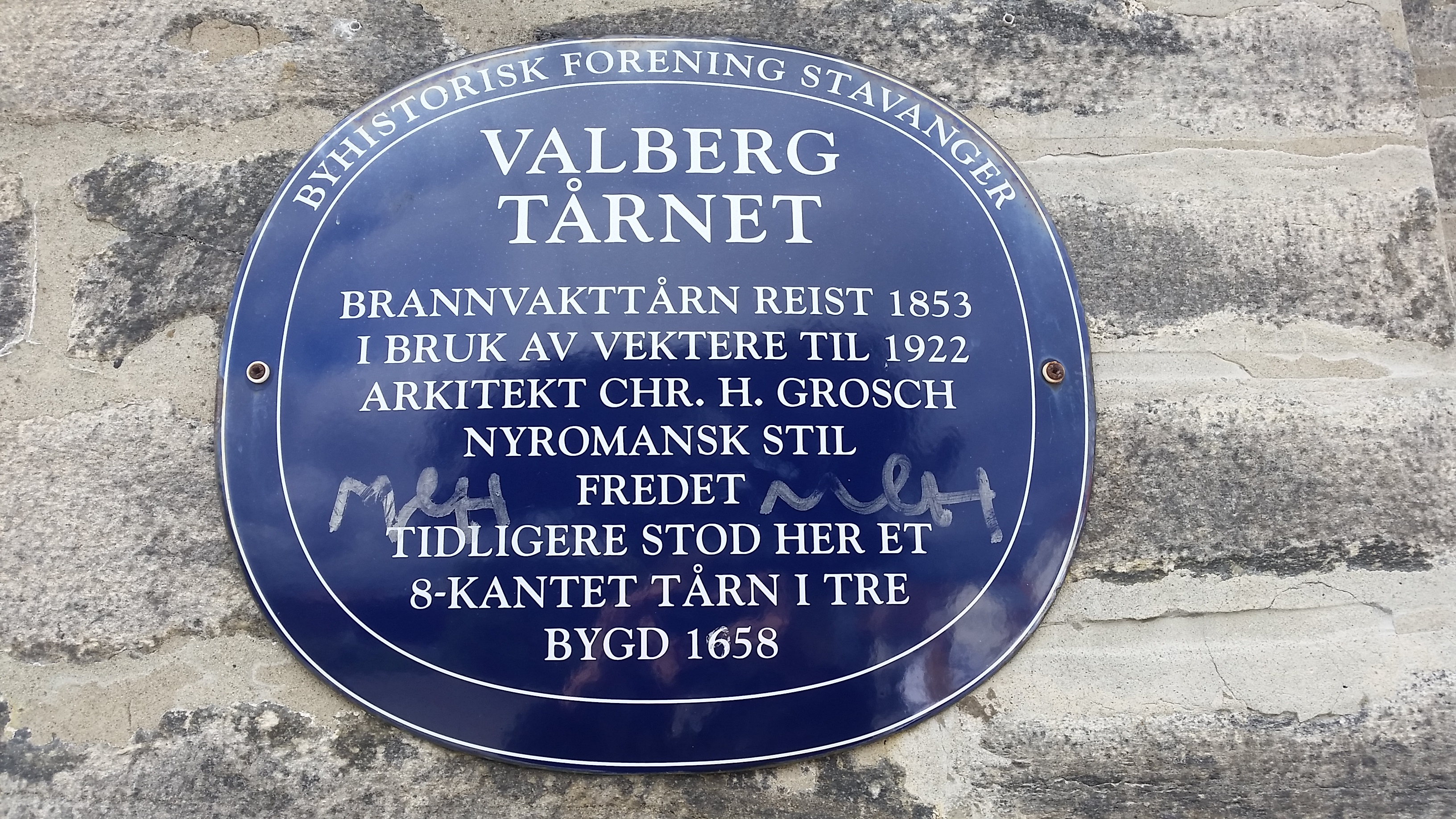

Neben der Tür ist eine kleine Tafel angebracht, die über den Turm informiert. Darauf steht geschrieben:

„BYHISTORISK FORENING STAVANGER · VALBERG · TÅRNET · BRANNVAKTTÅRN REIST 1853 · I BRUK AV VEKTERE TIL 1922 · ARKITEKT CHR. H. GROSCH · NYROMANSK STIL · FREDET · TIDLIGERE STOD HER ET · 8-KANTET TÅRN I TRE · BYGD 1658“

„STADTGESCHICHTLICHE VEREINIGUNG STAVANGER · VALBERGTÅRNET · FEUERWACHTURM ERRICHTET 1853 · IM GEBRAUCH DER STADTWACHE BIS 1922 · ARCHITEKT CHR. H. GROSCH · NEUROMANISCHER STIL · GESCHÜTZT · VORHER STAND HIER EIN · ACHTKANTIGER TURM AUS HOLZ · GEBAUT 1658“